# Nhà thờ Thánh Tâm Chúa Giêsu ở Český Těšín
Nhà thờ Thánh Tâm Chúa Giêsu ở Český Těšín (tiếng Séc: Kostel Božského Srdce Páně v Českém Těšíně) là một nhà thờ Công giáo La Mã được xây dựng vào thế kỷ 19, thuộc giáo phận Ostrava-Opava, tọa lạc ở thị trấn Český Těšín, huyện Karviná, vùng Moravskoslezský, Cộng hòa Séc. Công trình này được công nhận là di tích văn hóa cấp quốc gia vào năm 2003.

## Lịch sử
Nhà thờ được xây dựng dựa theo sáng kiến của các tu sĩ Dòng Tên. Tác giả thiết kế công trình này là kiến trúc sư Ludwig Satzký. Hai nhà tài trợ chính là Công tước xứ Cieszyn Archduke Albrecht và Hồng y Georg von Kopp của Wrocław. Nhà thờ ba gian với kích thước hoành tráng được hoàn thành trong giai đoạn 1891 - 1894. Đức Hồng y Georg von Kopp đã thánh hiến nhà thờ vào ngày 10 tháng 10 năm 1894.
Nhà thờ Thánh Tâm Chúa trở thành một nhà thờ giáo xứ vào ngày 10 tháng 8 năm 1920. Từ năm 1996, nhà thờ thuộc quyền quản lý của giáo phận Ostrava-Opava.

## Kiến trúc
Nhà thờ được xây dựng theo phong cách tân Gothic trên một mặt bằng hình cây Thánh giá. Mặt tiền nhà thờ nổi bật với hai tòa tháp. Trong đó, ở phía bên trái của mặt tiền là tòa tháp chuông thanh mảnh có chóp hình bát giác và một đồng hồ. Ở dưới tòa tháp còn lại là nhà nguyện của Đức Mẹ Lộ Đức. Cả trong lẫn ngoài nhà thờ đều được trang trí bằng nhiều họa tiết được làm từ vữa, nhiều cửa sổ kính màu cũng như tranh và tượng của các vị Thánh.

## Hình ảnh

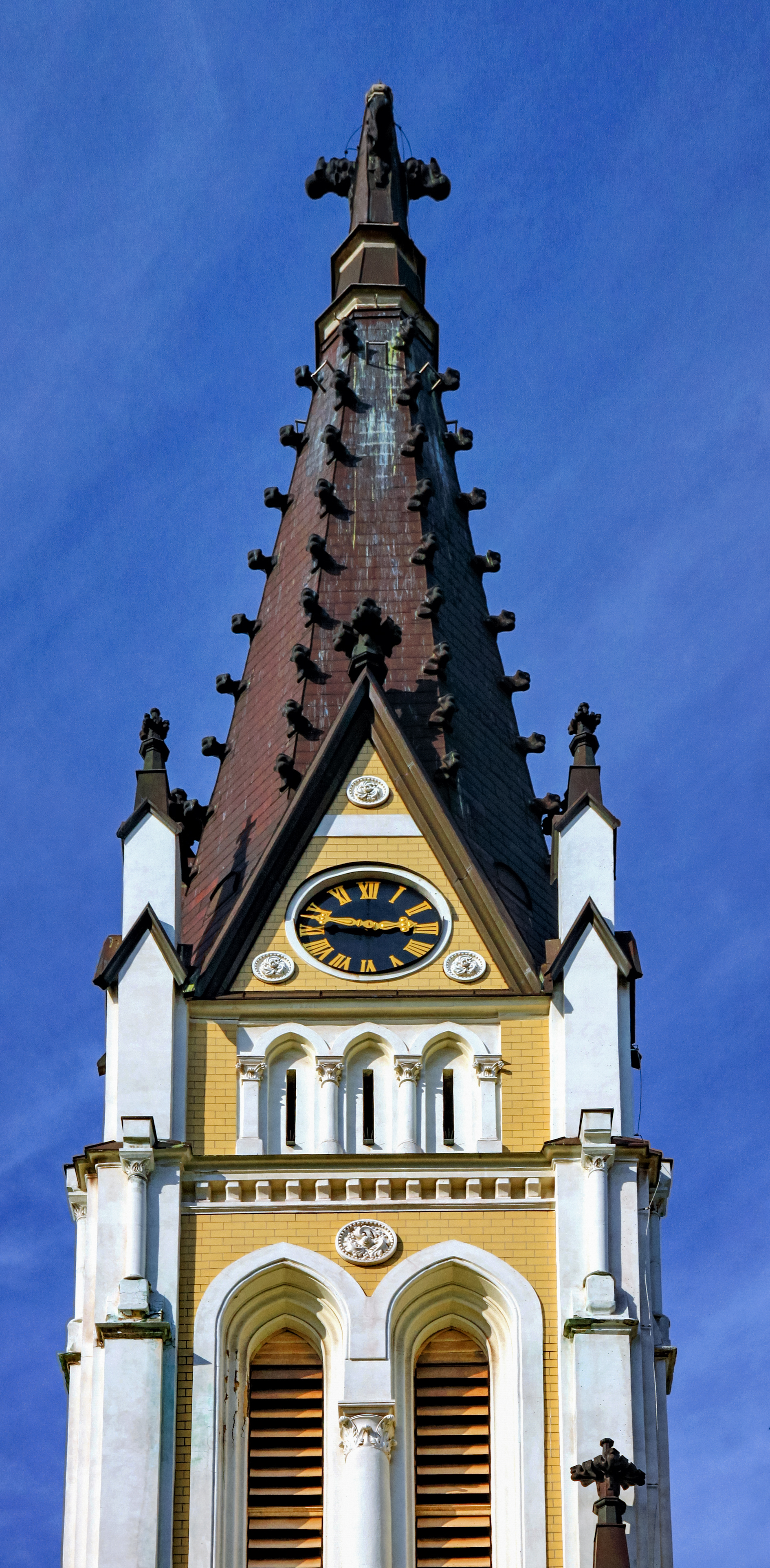
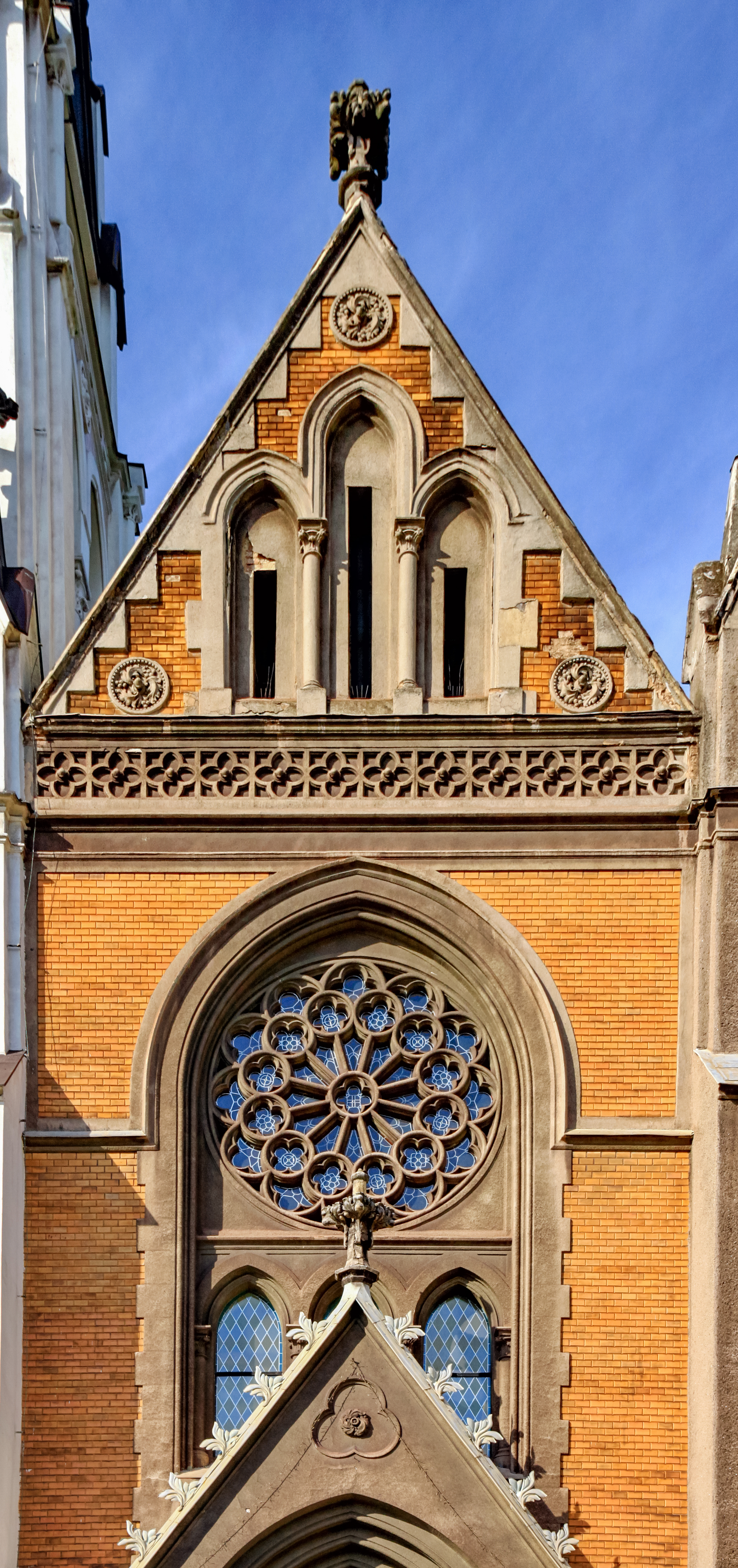
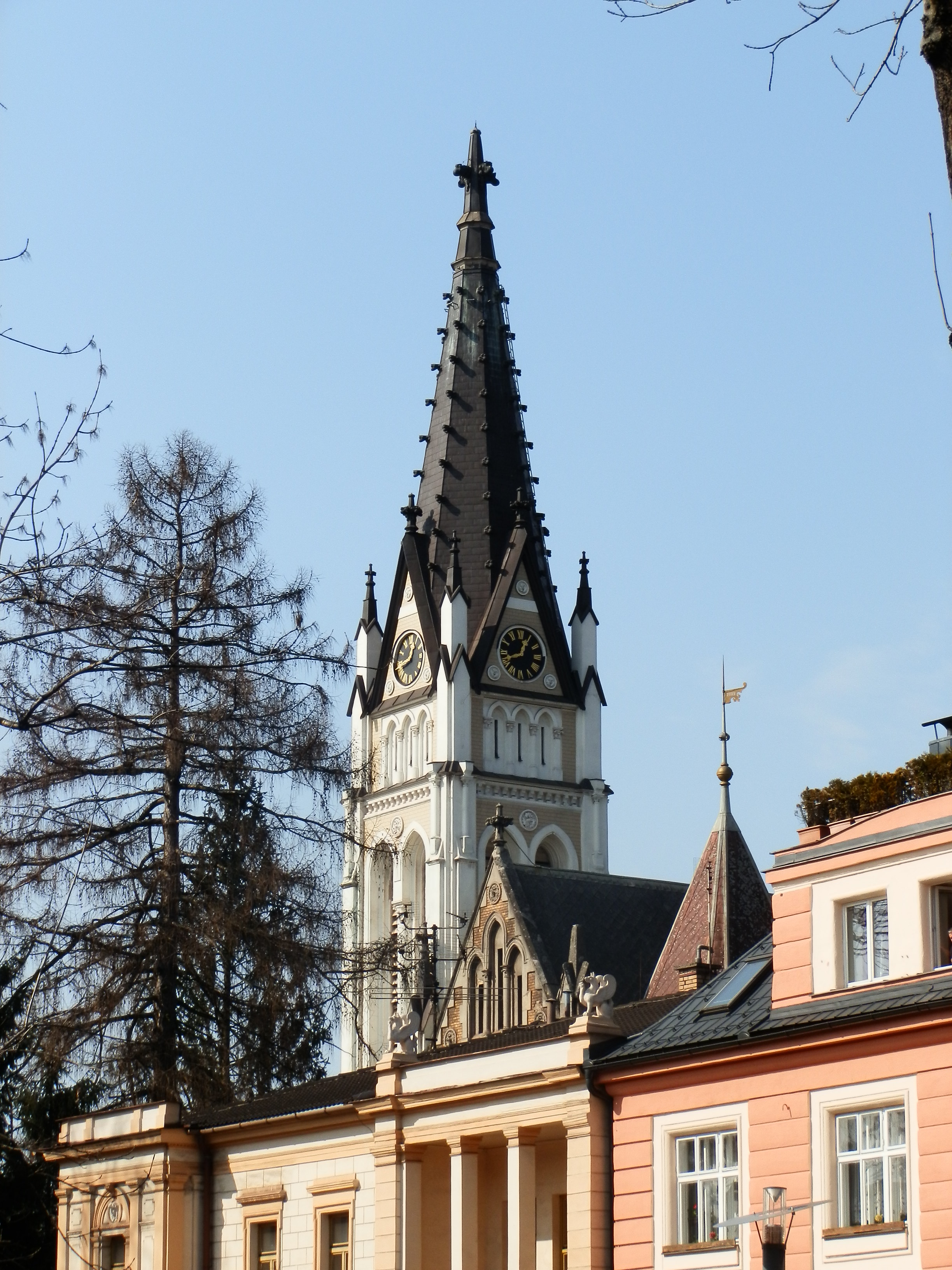